# La canzone della terra
La canzone della terra (in norvegese Fedrelandet) è un film documentario del 2023, diretto e sceneggiato da Margreth Olin.
La pellicola descrive un anno del padre ottantacinquenne della regista nell'ambiente naturale di Oldedalen nel Vestland, dove è cresciuta la famiglia Olin. Il film è stato presentato in anteprima mondiale durante il festival del cinema documentario CPH:DOX di Copenaghen il 18 marzo 2023 e in anteprima cinematografica norvegese il 1 settembre dello stesso anno.
Il film è stato selezionato come candidato norvegese per il miglior lungometraggio internazionale ai Premi Oscar 2024. Il 7 dicembre è apparso nella lista dei candidati idonei, ma non è entrato nella rosa dei candidati finali.

## Trama
Il film ritrae il viaggio esistenziale di Olin per un anno con il suo anziano padre sullo sfondo dei paesaggi montuosi della Norvegia.

## Produzione
La produzione del film è stata supportata dal fondo The Nordisk Film & TV del Nordisk Film, con una sovvenzione di 59.000 euro nel 2021.

## Riconoscimenti
- 2023 - Festival del film di Cracovia
  - Premio Samsung Excellence Line per l'eccezionale qualità delle immagini[9]
- 2023 - IDA Documentary Awards
  - Candidato per la miglior fotografia a Lars Erlend e Tubaas Øymo[10]
  - Candidato per la miglior colonna sonora originale a Rebekka Karijord[10]
- 2024 - Cinema Eye Honors
  - Candidato per la miglior produzione a Margreth Olin[11]
  - Candidato per la miglior fotografia a Lars Erlend e Tubaas Øymo[11]
  - Candidato per la miglior colonna sonora originale a Rebekka Karijord[11]